# Orange Grove, Texas
Orange Grove là một thành phố thuộc quận Jim Wells, tiểu bang Texas, Hoa Kỳ. Năm 2010, dân số của xã này là 1318 người.

## Dân số
- Dân số năm 2000: 1288 người.
- Dân số năm 2010: 1318 người.